# Acoreu
Acoreu (Acoreus) foi um sábio consultado por Júlio César, de acordo com Lucano, questionando-o sobre diversos assuntos pertinentes à história do Antigo Egito e seu calendário. Júlio César soube assim que os egípcios baseavam seu ano no ano solar, isto é, no movimento aparente do sol através das constelações do zodíaco, e que os egípcios sabiam que tal ano tinha média de 365 1/4 dias.
Os egípcios foram o primeiro povo a basear seu calendário no ano solar, porém em uma forma que causava seu deslocamento por todas as estações do ano, baseada na cheia anual do rio Nilo. O ano de calendário tinha exatamente 365 dias, organizado em 12 meses de 30 dias cada um, com cinco dias adicionados ao final de cada ano. Embora eles observassem que o ano era flutuante, não tentaram correções até 238 a.C., quando o faraó Ptolemeu III Evérgeta tentou adicionar um dia extra a cada quatro anos, porém aparentemente estes dias bissextos não foram implementados. Ele pode ter baseado sua frequência de intercalação no ciclo calíptico, que consistia de 76 anos solares com a média de 365¼ dias cada, inventado ca. de um século antes pelo astrônomo grego Calipo. Embora tal ciclo não tenha sido usado em qualquer calendário, o conhecimento sobre o mesmo pode ter sido resguardado na Biblioteca de Alexandria, estabelecida por Ptolemeu II Filadelfo diversas décadas anteriormente.
Júlio César baseou seu calendário sobre este conhecimento egípcio do ano solar médio fornecido por Acoreus e Sosígenes.